# Paketautomat
Dieser Artikel wurde auf der  Qualitätssicherungsseite des Portals Transport und Verkehr eingetragen.
Bitte hilf mit, ihn zu verbessern, und beteilige dich an der Diskussion. (+)

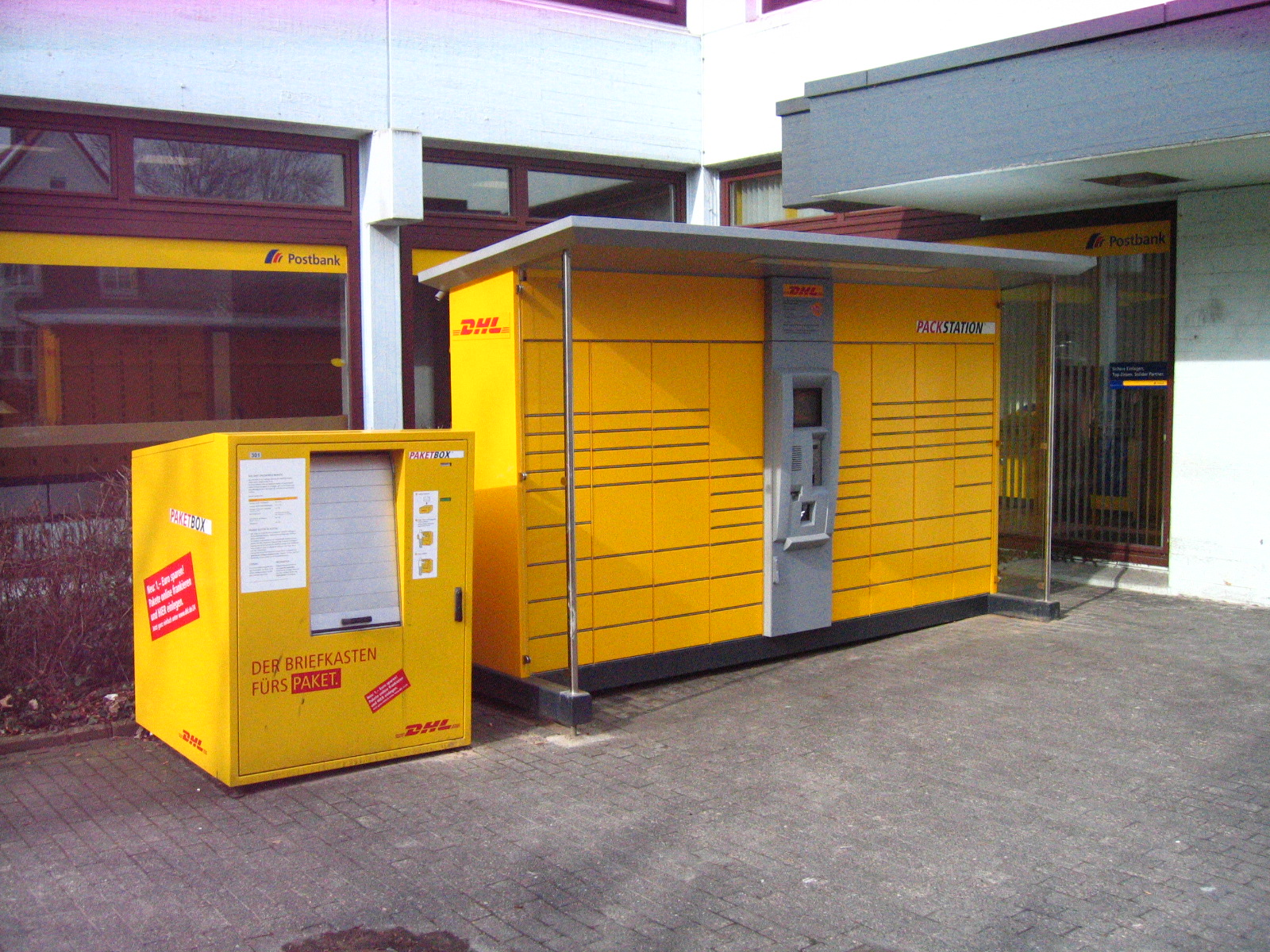
Zwei verschiedene Paketautomaten: Die Paketbox links und die Packstation der DHL rechts.

Ein Paketautomat ist eine automatisierte Paketstation, die den Empfang und/oder die Abgabe von Paketen und Päckchen ermöglicht.

## Paketautomaten in einzelnen Staaten
- Weit verbreitet sind in Deutschland sogenannte Packstationen von DHL. Diese basieren auf den Paketautomaten KePol des österreichischen Unternehmens KEBA. 2005 lieferte auch Siemens Logistics and Assembly Systems für ein Pilotprojekt in Leipzig einige Automaten. Seit 2021 gibt es das Nachfolgeangebot der sogenannten Poststationen, die zusätzlich das Frankieren und Versenden von Briefen gestatten.
 Auch Amazon betreibt eigene Stationen unter den Namen Amazon Hub Locker oder Abholstation.[1]
- In Österreich werden seit November 2006 unter dem Namen Post.24-Station 24 Paketautomaten der Firma KEBA betrieben.[2]
- In der Schweiz bietet die Post mit My Post 24[3] seit November 2013 einen solchen Service an. Bis Juni 2014 wurden 19 Automaten in Betrieb genommen;[4] bis 2018 94 und bis Anfang 2021 183.[5]
- In Dänemark wird von der dänischen Post seit November 2008 ein Paketautomatensystem mit dem Namen „Døgnposten“ betrieben. Seit dem Jahr 2010 sind ca. 100 KEBA KePol Automaten im Einsatz.[6]
- In Norwegen und Schweden bietet die Tochter „bring Express“ der Posten Bring seit 2009 unter dem Namen „MyQuickBox“ ein Paketautomatensystem ebenfalls von KEBA an.[7]

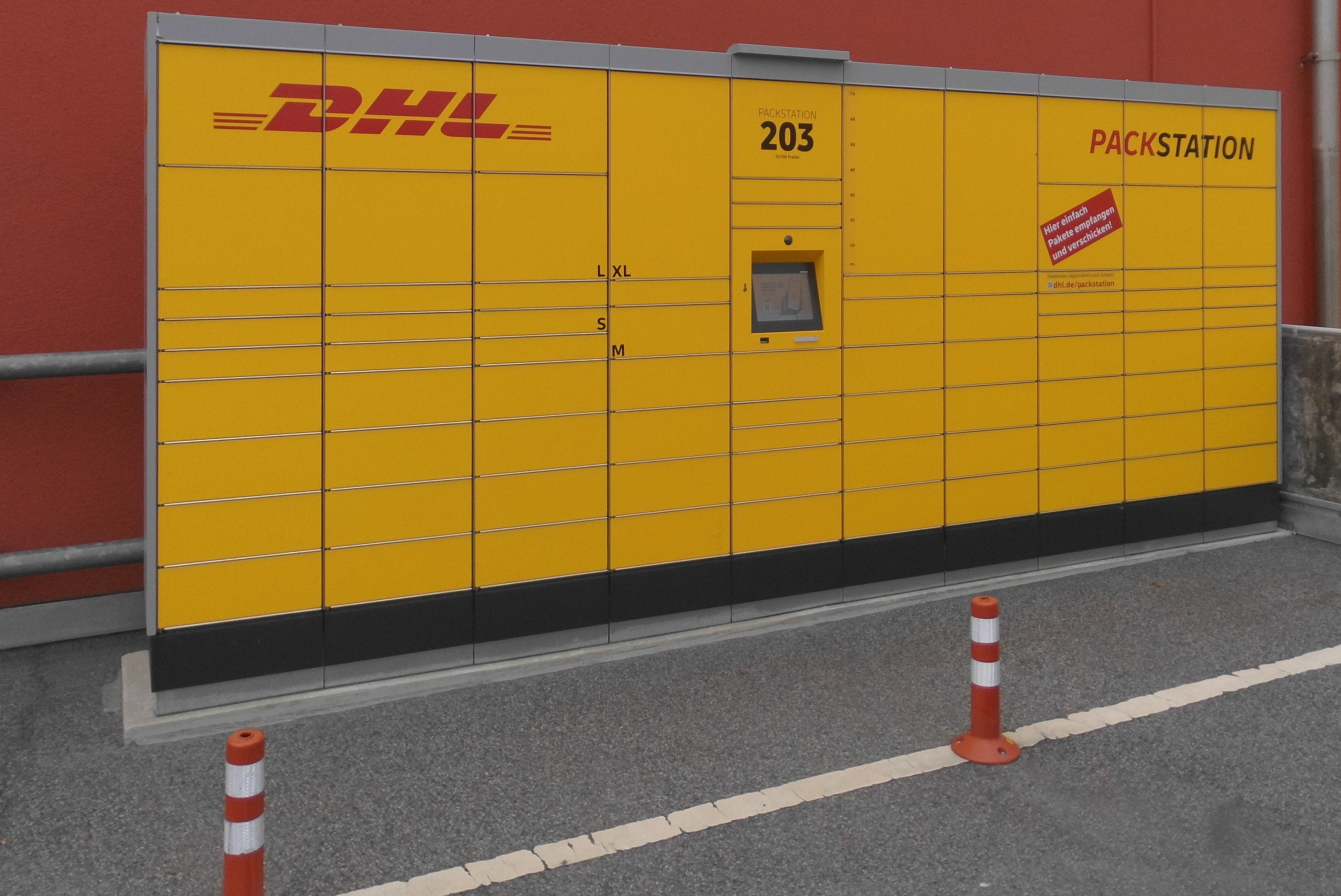
Deutsche Packstation, jedes Paket hat sein eigenes Fach
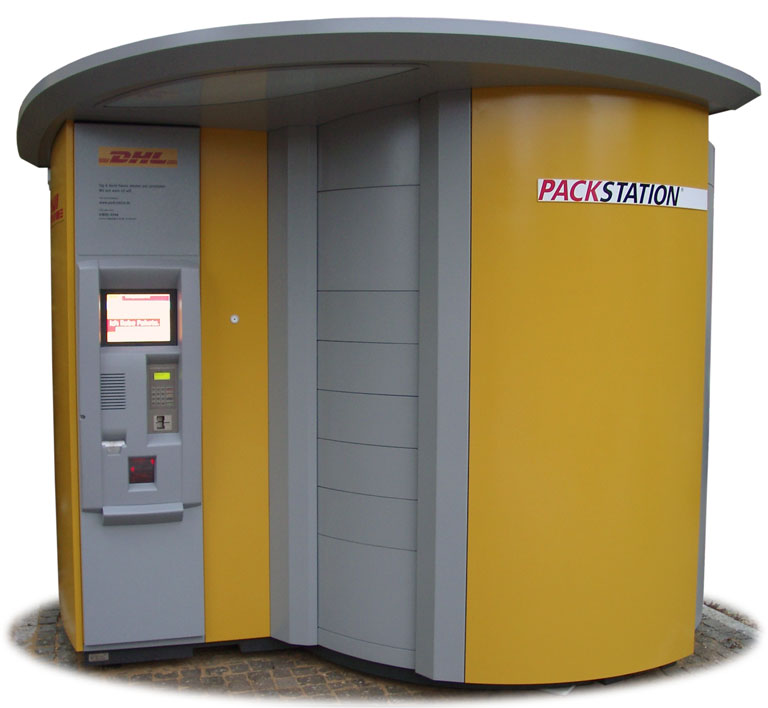
Deutsche Packstation, die Pakete werden in Magazinen gelagert
Baugleiche österreichische Post.24-Station
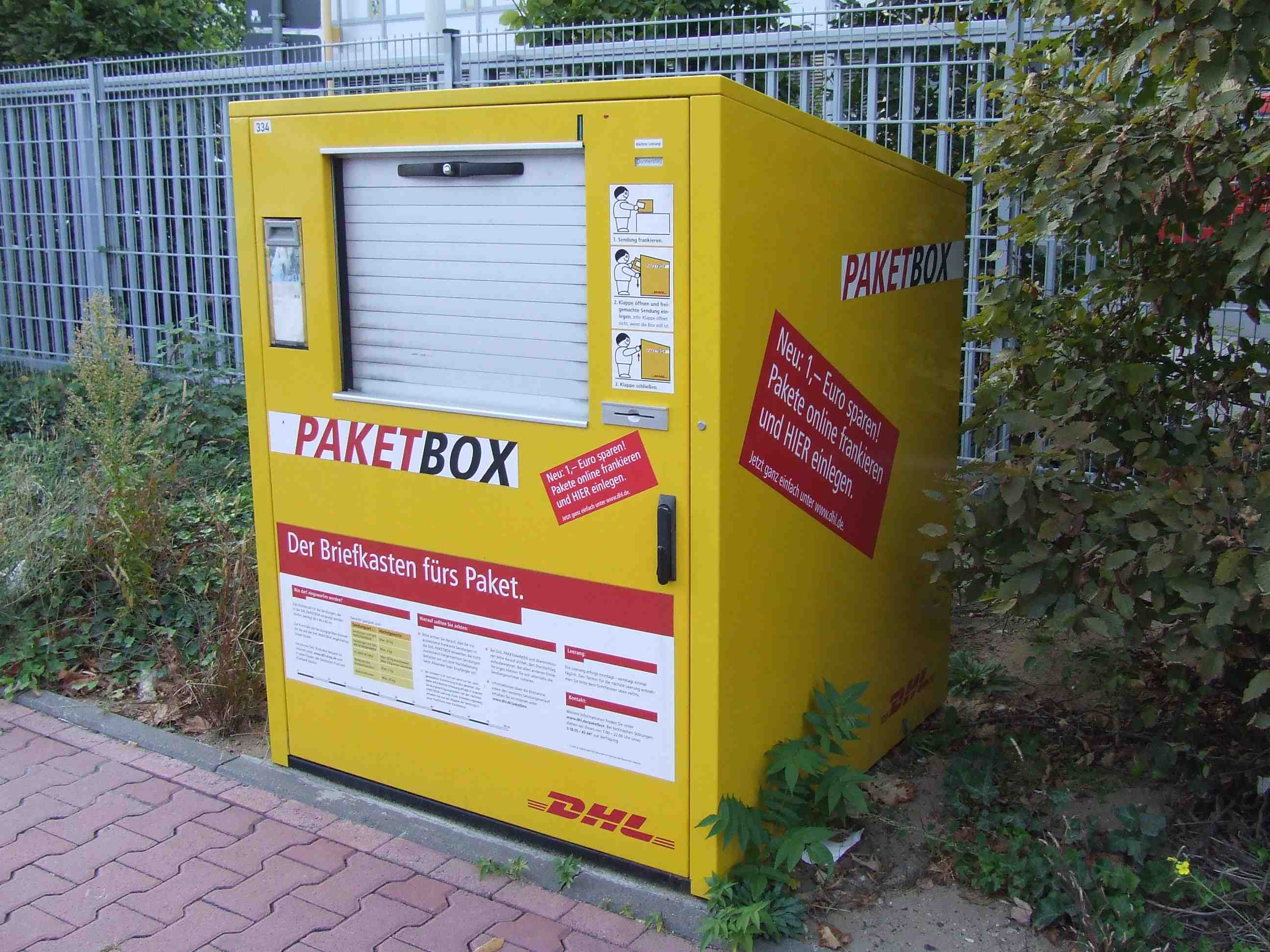
Deutsche Paketbox, zum Versenden
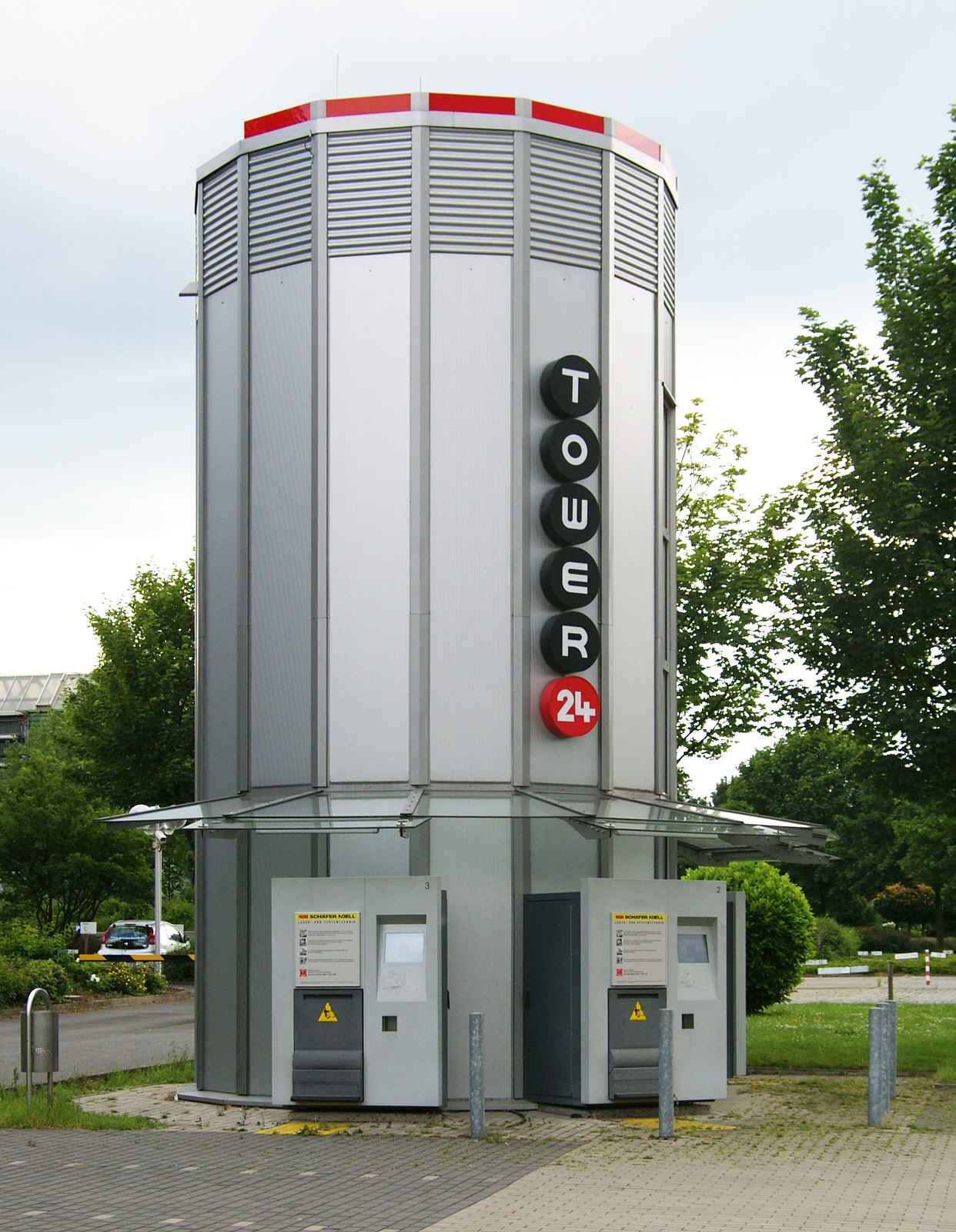
Vollautomatischer Paketautomat im Technologiepark Dortmund. Konzept vom Fraunhofer-Institut für Materialfluss und Logistik (IML), Dortmund
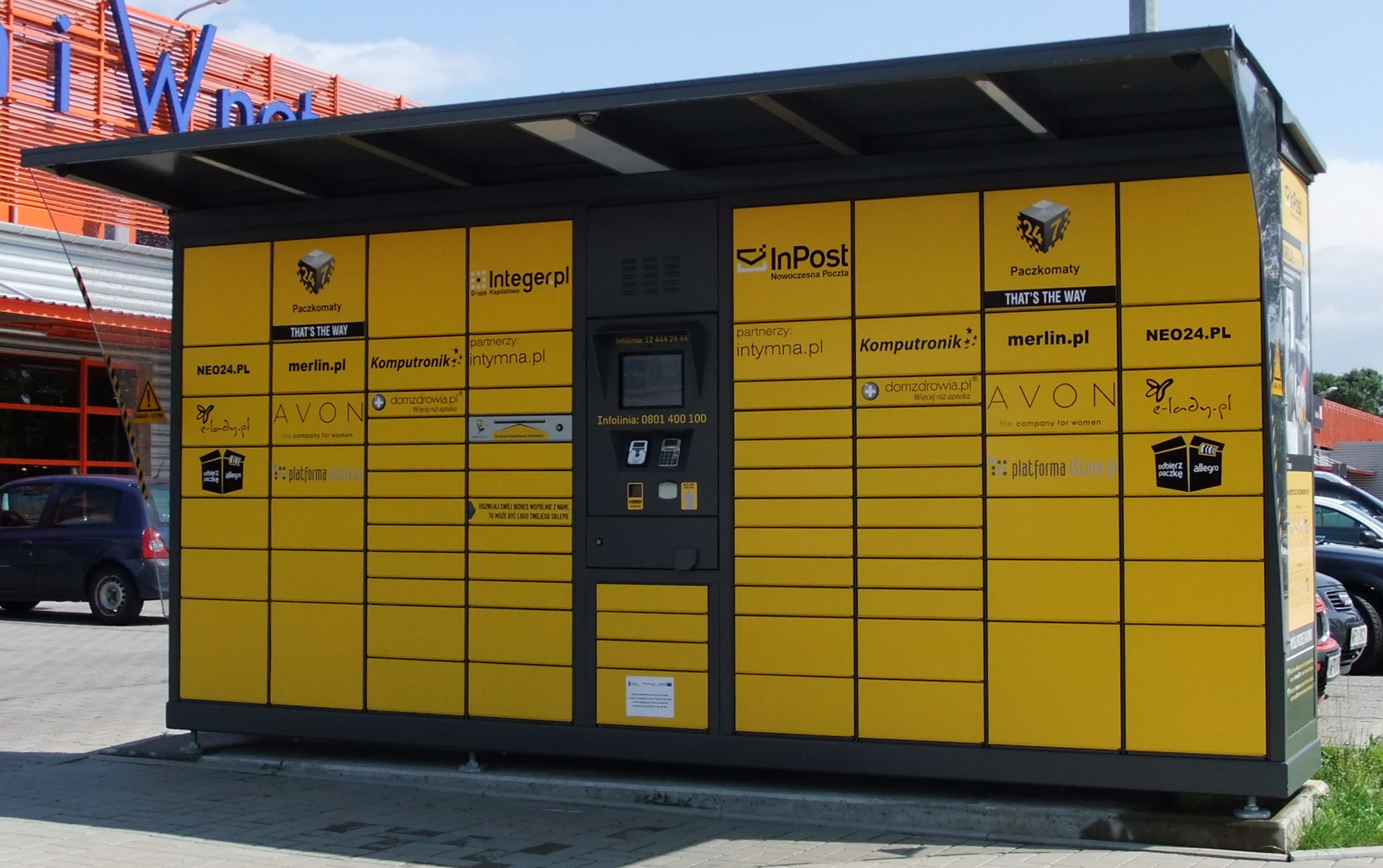
Polnischer Paketautomat der InPost in Warschau
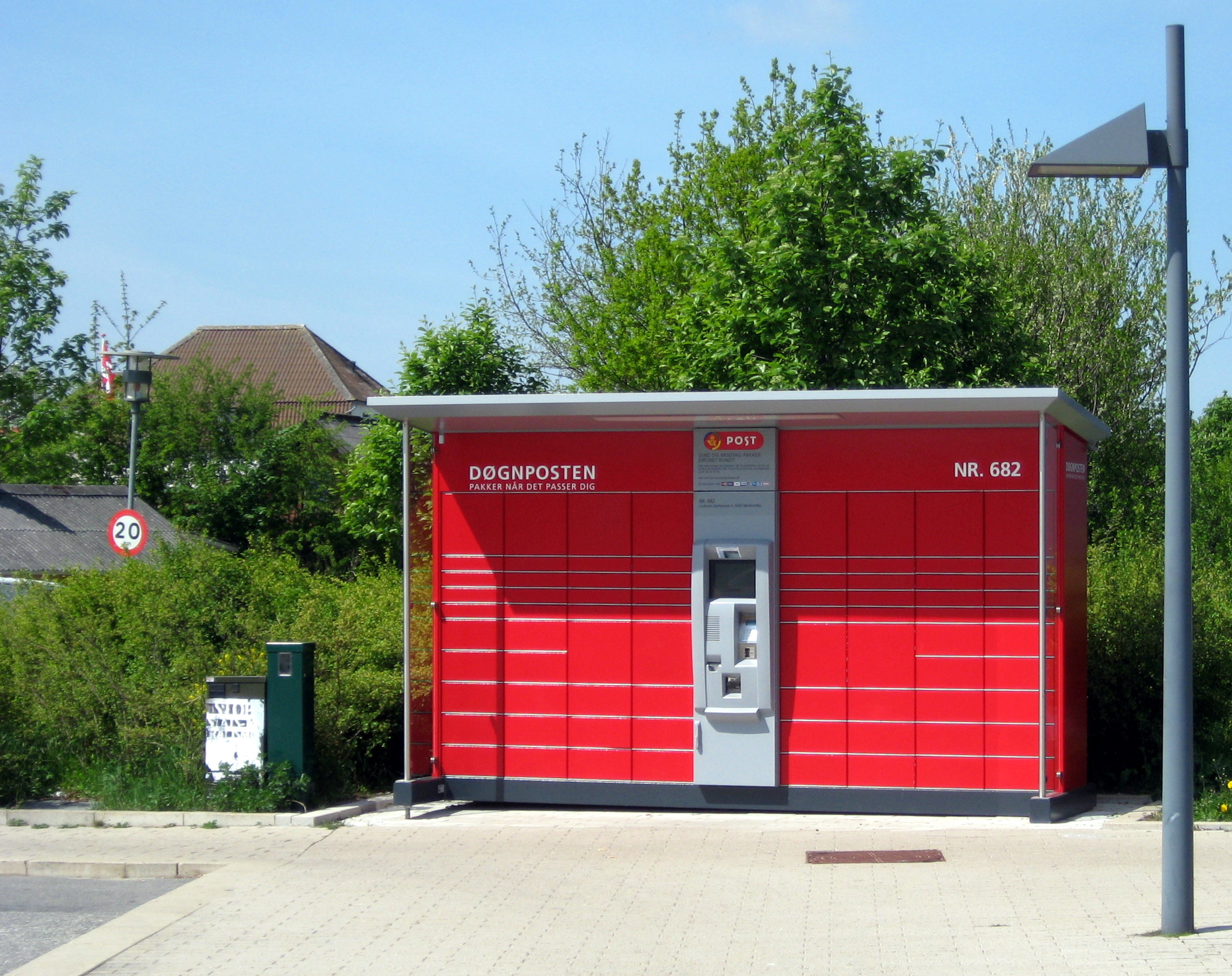
„Døgnposten“ Paketautomat in Dänemark
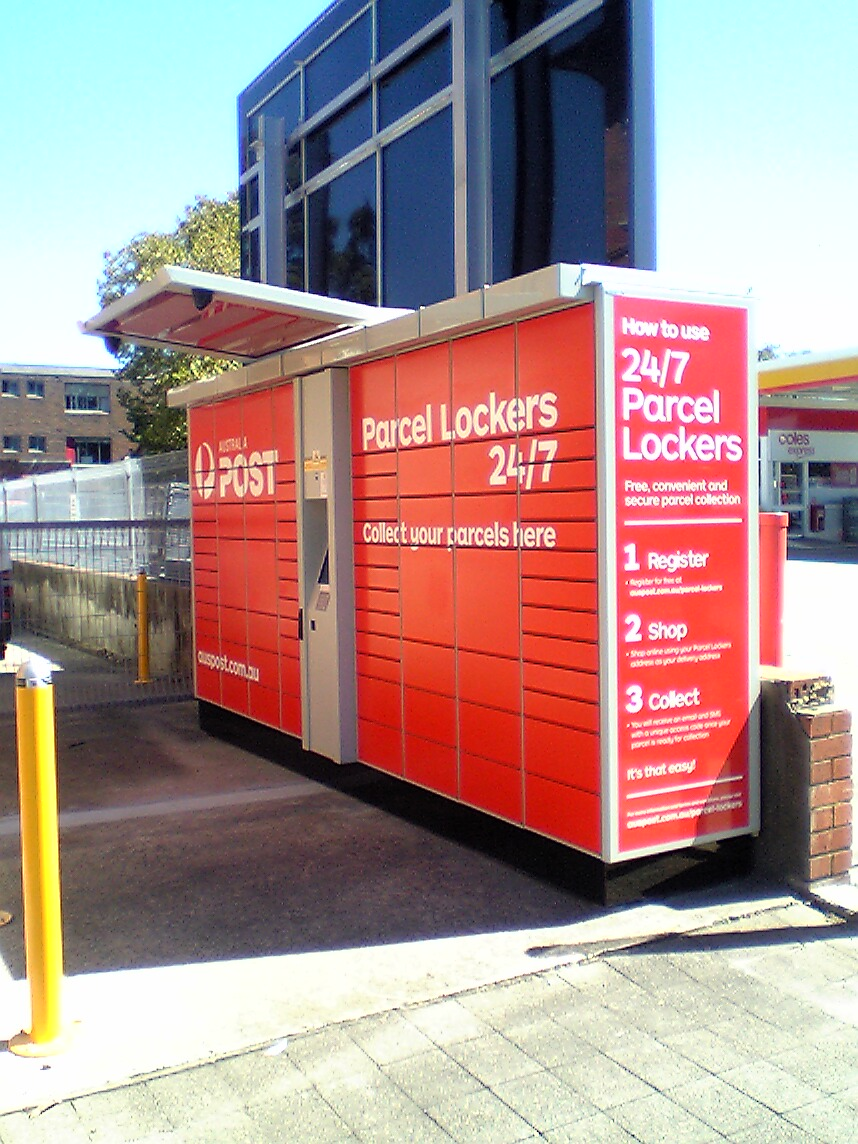
Postal Lockers von Australia Post
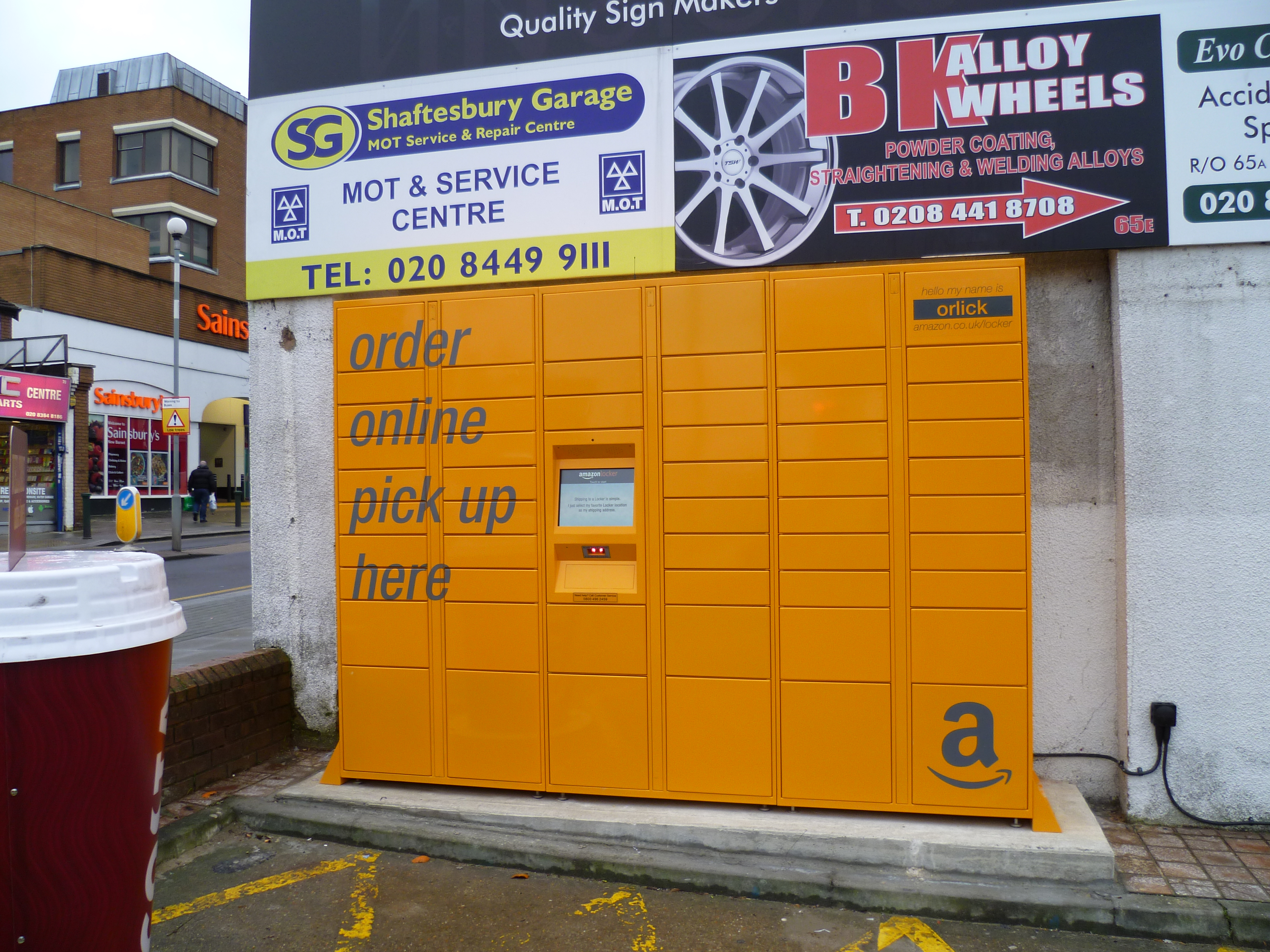
Amazon Locker in London, 2016
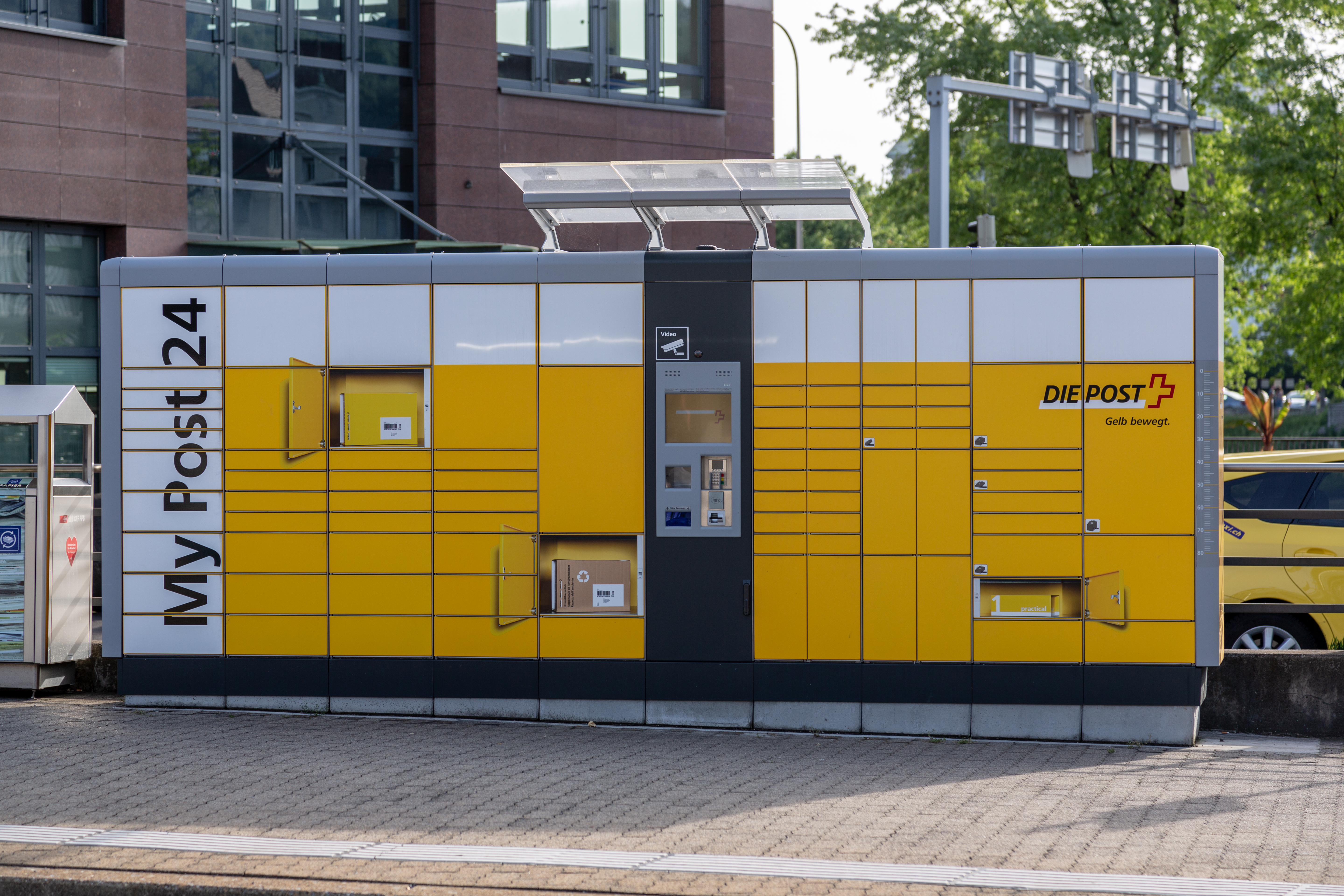
My Post 24 im Bahnhof Olten
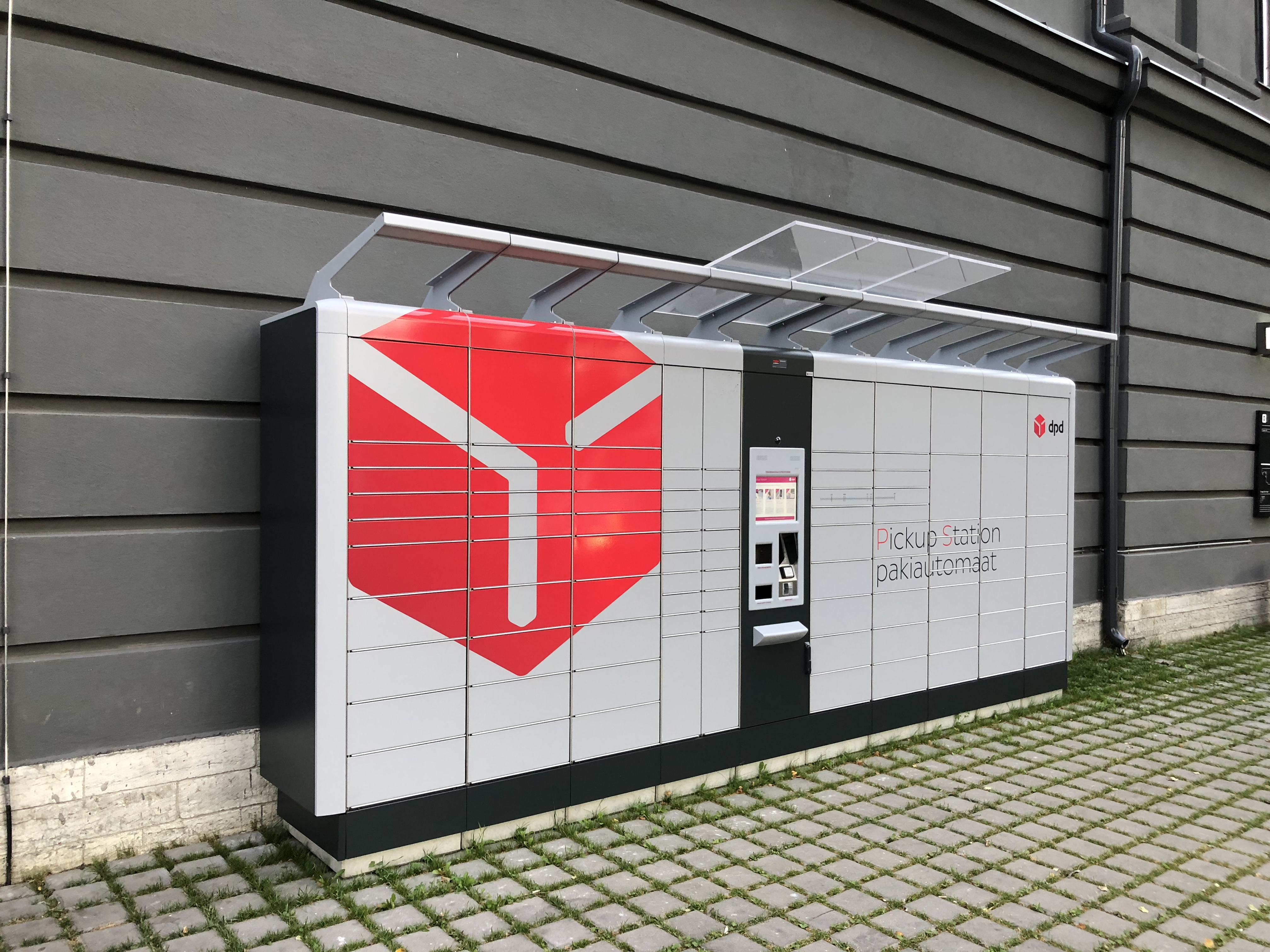
Paketautomat von DPD in Tallinn
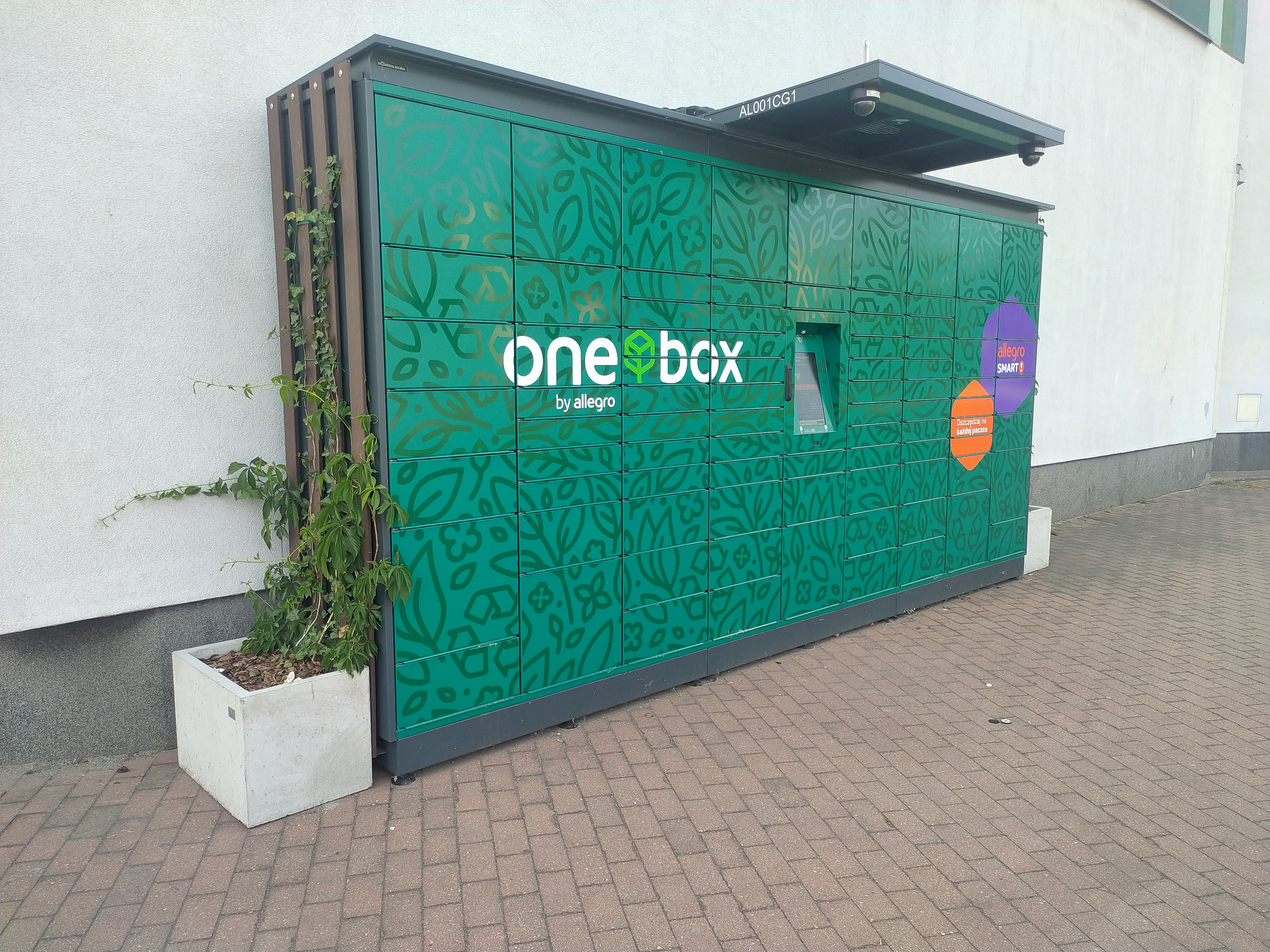
Allegro Paketautomat in Polen
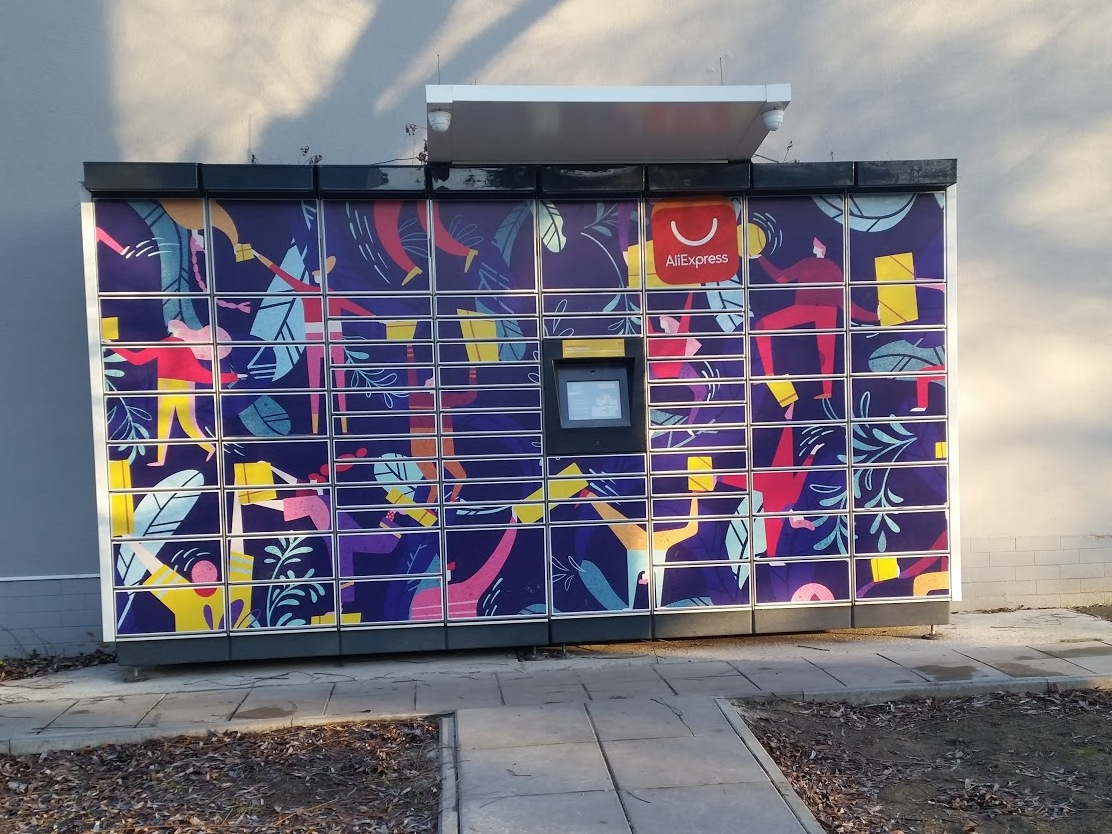
Aliexpress  Paketautomat in Katowice, Polen

## White-Label-Paketstationen
Anbieterübergreifend und interoperabel betriebene Stationen werden White-Label-Paketboxen oder Decoupling Hub genannt. Sie sind ressourceneffizienter als unternehmensspezifische Stationen, können das innerstädtische Verkehrsaufkommen und Arbeitsaufwand für Zusteller verringern und beugen der Marktverzerrung in Form von Mono- und Oligopolen vor. Das österreichische Bundesministerium für Klimaschutz, Umwelt, Energie, Mobilität, Innovation und Technologie (BMK) gab 2021 eine Leitfaden zu Einrichtung, Betrieb und Geschäftsmodellen von „betreiberunabhängige[n], nutzeroffene[n] Übergabeeinheiten für Warensendungen“ heraus, das unter anderem ein „föderiertes Netzwerk der Plattformen“ vorsieht und auf die Spezifikationen CEN/TS 16819, CEN/TS 17457 und DIN SPEC 16577 verweist.
Die 2015 in Deutschland von Hermes, DPD und GLS gemeinsam initiierte Paketbox wurde 2022 eingestellt. Dagegen hat sich die Zahl der White-Label-Paketboxen in Wien und Niederösterreich laut Wirtschaftskammer Wien zwischen 2019 und 2021 verdreifacht; ihr Wachstum sei in der Region überproportional. Der 2008 in Nijmegen eingeführte und durch urbane Einzelhändler konsolidierte Binnenstadtservice betreibt mehrere White-Label-Boxen und ist nach initialer öffentlicher Förderung selbsttragend. Eine Studie der Zürcher Hochschule für angewandte Wissenschaften (ZHAW) hält es für plausibel, dass White-Label-Stationen über 80 Prozent städtischer Haushalte mit Laufdistanzen unter 250 Metern abdecken können.

## Geschichte
- ein Vorgänger des Paketautomaten war in der DDR die Paketzustellanlage.